# Tuapa
Tuapa – miejscowość w Niue (terytorium stowarzyszone z Nową Zelandią). Według danych ze spisu ludności w 2011 roku liczyła 87 mieszkańców – 41 kobiet i 46 mężczyzn. Czwarta co do wielkości miejscowość kraju.